# セバスチャン・ヴァイヤン

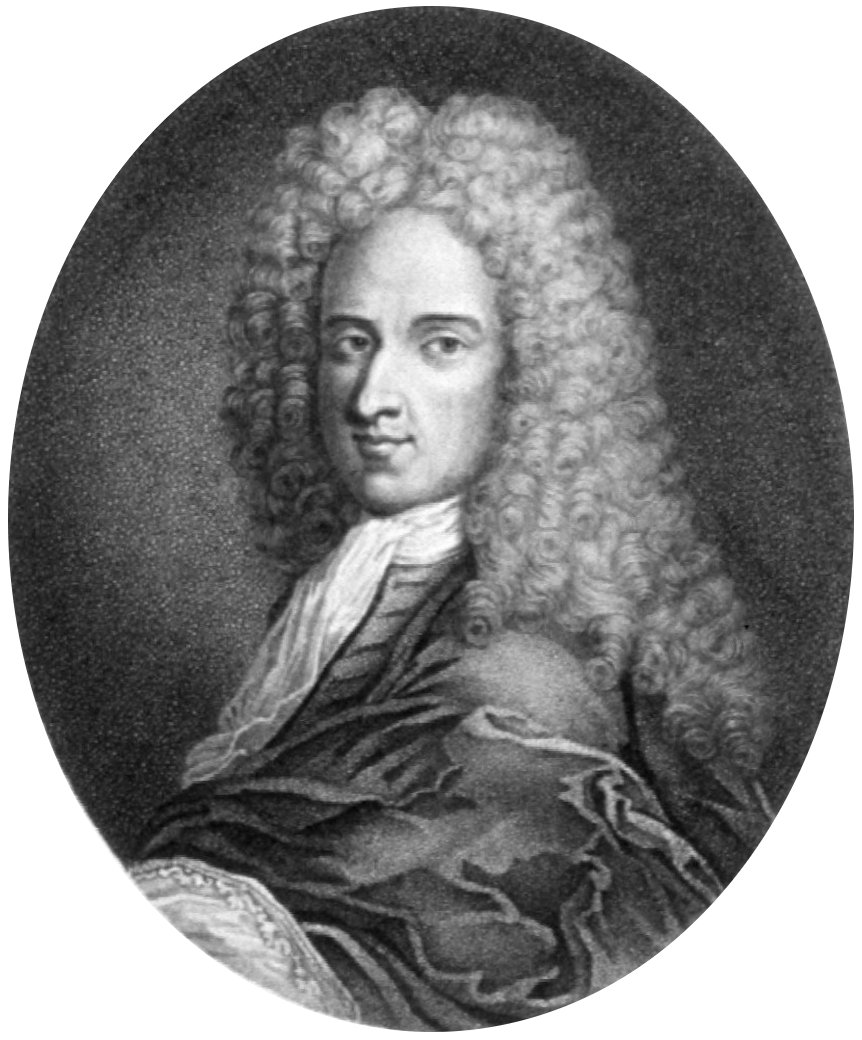
Sébastien Vaillant.

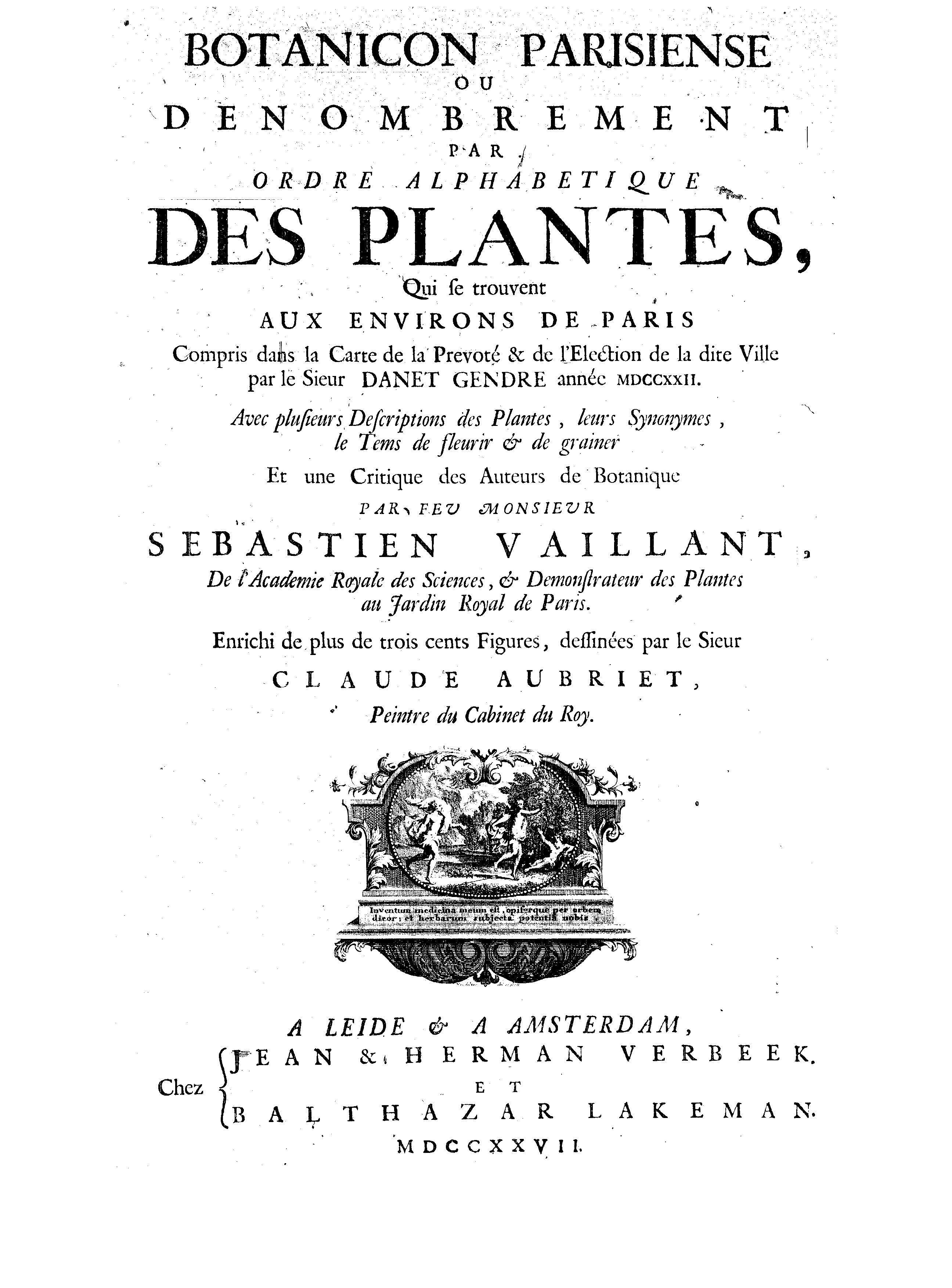
"Botanicon Parisiense" (1727)の表紙ページ

セバスチャン・ヴァイヤン（Sébastien Vaillant、1669年5月26日 - 1722年5月20日）は、フランスの植物学者である。

## 生涯
Vigny（現ヴァル＝ドワーズ県）で生まれた。父親は商人で ある。植物に興味を持ち、6歳の時に父親の庭でたくさんの野生の植物を栽培した。父はそれを喜ばず、オルガンを学ばせ、オルガンの技量も上達した。11歳でオルガンの師が没した後、修道院での演奏を引き継いだ。
ヴァイヤンの興味は後に医学に転じ、医学の本を読み、病院を訪れることによって医学を学び、医師の手伝いとして雇われた。1688年にエヴルーに出て医学を学び始めた。ゴヴィーユ伯爵と知り合い、フルーリュスの戦いに軍医として参加した。
1691年にパリに出て、オテルデューで医師となった。1692年からヌイイに住み、毎週、植物学者、ジョゼフ・ピトン・ド・トゥルヌフォールの植物学講座に参加した。トゥルヌフォールともに何度か採集旅行に参加した。
パリ植物園のもとになる薬草園を創設したギ・ド・ラ・ブロスと知り合い、私設秘書に雇われた。この仕事は採集旅行の機会を増やし、ノルマンディーとブルターニュの沿岸を、ディスナール（Antoine-Tristan Danty d'Isnard）とともに旅行した。1699年に王立植物園の薬草部門の監督者となり、その後王立植物園の役職を務めた。1716年1月18日に科学アカデミーの会員に選ばれた。
1718年の著書、『花の構造について』（"Sermo de Structura Florum"）では分類の基礎を花のおしべとめしべにおいた、カール・フォン・リンネの考え方をさらに進めた。1718年から1721年の間、キク科の植物の分類に関してアカデミーや講義において論じ、花の形などで分類するトゥルヌフォールの分類体系を批判的に論じた。
パリ近郊の植物についての大著を準備し、植物画家としてクロード・オーブリエ（Claude Aubriet）を雇い、300枚の図版を描かせた。健康の悪化のために、完成には至らず。没後の1727年に『パリの植物』（"Botanicon Parisiense"）として出版された。
ヴァイヤンの死後、残された9000以上の植物標本は遺族から国王が買い取り、パリ自然史博物館の標本館の基礎となった。
トゥルヌフォールによってアカネ科の植物に Vaillantiaの名がつけられた。

## 著書
- Discours sur la structure des fleurs: leurs différences et l'usage de leurs parties prononcé à l'ouverture du jardin royal de Paris, le Xe jour du mois de juin 1717 et l'établissement des trois nouveaux genres de plantes, l'araliastrum, la sheradia, la boerhaavia avec la description de nouvelles plantes rapportées au dernier genre. Leiden, 1718 (online).
- Etablissement de nouveaux caracteres de trois familles ou classes de plantes à fleurs composées; scavoir, des Cynarocephales, des Corymbiferes et des Cichoracees. Paris 1718–1721.
- Caracteres de quatorze genres de plantes : le dénombrement de leurs espéces ; les descriptions de quelques-unes, & les figures de plusieurs. Paris, 1719.
- Suite de l'eclaircissement de nouveaux caracteres de plantes. Paris, 1721.
- Remarques sur la methode de M. Tournefort. Paris, 1722.
- Sebastiani Vaillant botanicon Parisiense : operis majoris prodituri prodromus. Leiden, 1723.
- Botanicon Parisiense ou, Denombrement par ordre alphabetique des plantes, qui se trouvent aux environs de Paris :avec plusieurs descriptions des plantes, leurs synonymes, le Tems de fleurir & de grainer et une critique des auteurs de botanique /par Sebastien Vaillant ; enrichi de plus de trois cents figures, dessinéss par le sieur Claude Aubriet. Leiden, 1727 (online).